# Sofia Lundgren
Sofia Lundgren (Umeå, 20 settembre 1982) è un'ex calciatrice svedese, di ruolo portiere.

## Palmarès

### Titoli nazionali
- Damallsvenskan: 6

Umeå IK: 2000, 2001, 2002, 2005, 2006
Linköping: 2009
- Svenska Cupen damer: 5

Umeå IK: 2001, 2002, 2003
Linköping: 2009
Rosengård: 2016
- Supercupen damer: 3

Linköping: 2009, 2010
Rosengård: 2016

### Titoli internazionali
- UEFA Women's Cup: 1

Umeå IK:  2002-2003, 2003-2004